# Plongeon aux championnats du monde de natation 2013
Navigation
Shanghai 2011 Kazan 2015
Dix épreuves de plongeon sont disputées dans le cadre des Championnats du monde de natation 2013 organisés à Barcelone (Espagne). Elles se déroulent 20 au 28 juillet 2013.

## Tableau des médailles
| Rang  | Nation     | Or | Argent | Bronze | Total |
| ----- | ---------- | -- | ------ | ------ | ----- |
| 1     | Chine      | 9  | 2      | 2      | 13    |
| 2     | Allemagne  | 1  | 0      | 1      | 2     |
| 3     | Russie     | 0  | 3      | 0      | 3     |
| 4     | Italie     | 0  | 2      | 0      | 2     |
| 5     | Canada     | 0  | 1      | 2      | 3     |
| 6     | Ukraine    | 0  | 1      | 1      | 2     |
| 7     | États-Unis | 0  | 1      | 0      | 1     |
| 7     | Mexique    | 0  | 0      | 3      | 3     |
| 7     | Malaisie   | 0  | 0      | 1      | 1     |
| Total | Total      | 10 | 10     | 10     | 30    |

## Résultats détaillés

### Épreuves individuelles

#### Plongeon individuel à1m
| Rang               | Plongeur                  | Pays      | Points |
| ------------------ | ------------------------- | --------- | ------ |
| Médaille d'or      | Li Shixin                 | Chine     | 460.95 |
| Médaille d'argent  | Illya Kvasha              | Ukraine   | 434.30 |
| Médaille de bronze | Alejandro Chávez          | Mexique   | 431.55 |
| 4                  | Sun Zhiyi                 | Chine     | 425.05 |
| 5                  | Constantin Blaha          | Autriche  | 411.75 |
| 6                  | Matthieu Rosset           | France    | 409.45 |
| 7                  | Rommel Pacheco            | Mexique   | 399.65 |
| 8                  | Martin Wolfram            | Allemagne | 398.05 |
| 9                  | Sebastian Morales Mendoza | Colombie  | 387.30 |
| 10                 | Oliver Homuth             | Allemagne | 386.75 |
| 11                 | Sergey Nazin              | Russie    | 380.00 |
| 12                 | Oleh Kolodiy              | Ukraine   | 375.75 |

| Rang               | Plongeuse                | Pays       | Points |
| ------------------ | ------------------------ | ---------- | ------ |
| Médaille d'or      | He Zi                    | Chine      | 307.1  |
| Médaille d'argent  | Tania Cagnotto           | Italie     | 307.0  |
| Médaille de bronze | Wang Han                 | Chine      | 297.75 |
| 4                  | Dolores Hernandez Monzon | Mexique    | 272.40 |
| 5                  | Pamela Ware              | Canada     | 265.10 |
| 6                  | Tina Punzel              | Allemagne  | 264.50 |
| 7                  | Daria Govor              | Russie     | 256.45 |
| 8                  | Uschi Freitag            | Pays-Bas   | 254.60 |
| 9                  | Jun Hoong Cheong         | Malaisie   | 245.70 |
| 10                 | Bretagne Broben          | Australie  | 241.85 |
| 11                 | Deidre Freeman           | États-Unis | 236.30 |
| 12                 | Daniella Nero            | Suède      | 206.15 |

#### Plongeon individuel à3m
| Rang               | Plongeur               | Pays       | Points |
| ------------------ | ---------------------- | ---------- | ------ |
| Médaille d'or      | He Chong               | Chine      | 544.95 |
| Médaille d'argent  | Ievgueni Kouznetsov    | Russie     | 508.0  |
| Médaille de bronze | Yahel Castillo         | Mexique    | 498.30 |
| 4                  | Illya Kvasha           | Ukraine    | 494.10 |
| 5                  | Qin Kai                | Chine      | 473.25 |
| 6                  | Javier Illana          | Espagne    | 468.15 |
| 7                  | Patrick Hausding       | Allemagne  | 445.75 |
| 8                  | Sho Sakai              | Japon      | 433.40 |
| 9                  | Constantin Blaha       | Autriche   | 429.45 |
| 10                 | Oleksandr Horshkovozov | Ukraine    | 425.85 |
| 11                 | Grant Nel              | Australie  | 420.75 |
| 12                 | Kristian Ipsen         | États-Unis | 413.35 |

| Rang               | Plongeur        | Pays        | Points |
| ------------------ | --------------- | ----------- | ------ |
| Médaille d'or      | He Zi           | Chine       | 383.40 |
| Médaille d'argent  | Wang Han        | Chine       | 356.25 |
| Médaille de bronze | Pamela Ware     | Canada      | 350.25 |
| 4                  | Tania Cagnotto  | Italie      | 345.45 |
| 5                  | Jennifer Abel   | Canada      | 339.75 |
| 6                  | Maria Marconi   | Italie      | 334.05 |
| 7                  | Hannah Starling | Royaume-Uni | 326.20 |
| 8                  | Laura Sánchez   | Mexique     | 323.05 |
| 9                  | Anabelle Smith  | Australie   | 320.25 |
| 10                 | Paola Espinosa  | Mexique     | 305.70 |
| 11                 | Maren Taylor    | États-Unis  | 306.60 |
| 12                 | Anna Pysmenska  | Ukraine     | 256.20 |

#### Plongeon individuel à10m
| Rang               | Plongeur          | Pays        | Points |
| ------------------ | ----------------- | ----------- | ------ |
| Médaille d'or      | Qiu Bo            | Chine       | 581.00 |
| Médaille d'argent  | David Boudia      | États-Unis  | 517.40 |
| Médaille de bronze | Sascha Klein      | Allemagne   | 508.55 |
| 4                  | Germán Sánchez    | Mexique     | 506.35 |
| 5                  | Ivan Garcia       | Mexique     | 502.75 |
| 6                  | Thomas Daley      | Royaume-Uni | 470.60 |
| 7                  | Oleksandr Bondar  | Ukraine     | 464.75 |
| 8                  | Victor Minibaev   | Russie      | 449.75 |
| 9                  | Vadim Kaptur      | Biélorussie | 447.30 |
| 10                 | Jeinkler Aguirre  | Cuba        | 417.30 |
| 11                 | Sergey Nazin      | Russie      | 410.10 |
| 12                 | Andrea Chiarabini | Italie      | 370.75 |

| Rang               | Plongeuse        | Pays        | Points |
| ------------------ | ---------------- | ----------- | ------ |
| Médaille d'or      | Si Yajie         | Chine       | 392.15 |
| Médaille d'argent  | Chen Ruolin      | Chine       | 388.70 |
| Médaille de bronze | Yulia Prokopchuk | Ukraine     | 358.40 |
| 4                  | Sarah Barrow     | Royaume-Uni | 346.45 |
| 5                  | Maria Kurjo      | Allemagne   | 336.55 |
| 6                  | Pandelela Rinong | Malaisie    | 334.55 |
| 7                  | Maria Betancourt | Venezuela   | 328.35 |
| 8                  | Roseline Filion  | Canada      | 316.70 |
| 9                  | Tonia Divan      | Royaume-Uni | 311.00 |
| 10                 | Victoria Lamp    | États-Unis  | 301.2  |
| 11                 | Orozco Alejandra | Russie      | 298.15 |
| 12                 | Laura Marino     | France      | 289.70 |

### Épreuves synchronisées

#### Plongeon synchronisé à3m
| Rang               | Plongeurs           | Plongeurs                 | Nationalité  | Points |
| ------------------ | ------------------- | ------------------------- | ------------ | ------ |
| Médaille d'or      | Qin Kai             | He Chong                  | Chine        | 448.86 |
| Médaille d'argent  | Ilia Zakharov       | Ievgueni Kouznetsov       | Russie       | 428.01 |
| Médaille de bronze | Jahir Ocampo        | Rommel Pacheco            | Mexique      | 422.79 |
| 4                  | Patrick Hausding    | Stephan Feck              | Allemagne    | 411.27 |
| 5                  | Michael Hixon       | Troy Dumais               | États-Unis   | 410.85 |
| 6                  | Tze Liang Ipo       | Ahmad Amsyar Azman        | Malaisie     | 404.61 |
| 7                  | Oleksiy Pryhorov    | Yulia                     | Ukraine      | 403.65 |
| 8                  | Christopher Mears   | Nicholas Robinson Baker   | Royaume-Uni  | 491.53 |
| 9                  | Jorge Luis Pupo     | René Raul Hernandez       | Cuba         | 381.72 |
| 10                 | Woo Ha-ram          | Kim Yeongnan              | Corée du Sud | 377.34 |
| 11                 | Stefanos Paparounas | Michail Nektarios Fafalis | Grèce        | 376.02 |
| 12                 | Andreas Billi       | Giovanni Tocci            | Italie       | 362.88 |

| Rang               | Plongeuses         | Plongeuses            | Nationalité | Points |
| ------------------ | ------------------ | --------------------- | ----------- | ------ |
| Médaille d'or      | Wu Minxia          | Shi Tingmao           | Chine       | 338.40 |
| Médaille d'argent  | Tania Cagnotto     | Francesca Dallapé     | Italie      | 307.80 |
| Médaille de bronze | Jennifer Abel      | Pamela Ware           | Canada      | 292.08 |
| 4                  | Arantxa Chavez     | Laura Sánchez         | Mexique     | 290.70 |
| 5                  | Jun Hoong Cheong   | Pandelela Rinong Pamg | Malaisie    | 289.20 |
| 6                  | Rebecca Gallantree | Alicia Blagg          | Royaume-Uni | 284.73 |
| 7                  | Amanda Burke       | Samantha Pickens      | États-Unis  | 284.64 |
| 8                  | Maddison Keeney    | Sherilyse Gowlett     | Australie   | 279.03 |
| 9                  | Dania Chaplieva    | Daria Govor           | Russie      | 278.40 |
| 10                 | Anna Pysmenska     | Olena Fedorova        | Ukraine     | 270.90 |
| 11                 | Sayaka Shibusawa   | Mai Nakagawa          | Japon       | 250.50 |
| 12                 | Sharon Chan        | Sze Man Leung         | Hong Kong   | 244.71 |

#### Plongeon synchronisé à10m
| Rang               | Plongeurs              | Plongeurs           | Nationalité   | Points |
| ------------------ | ---------------------- | ------------------- | ------------- | ------ |
| Médaille d'or      | Patrick Hausding       | Sascha Klein        | Allemagne     | 461.46 |
| Médaille d'argent  | Artem Chesakov         | Victor Minibaev     | Russie        | 445.95 |
| Médaille de bronze | Cao Yuan               | Zhang Yanquan       | Chine         | 445.56 |
| 4                  | Germán Sánchez         | Ivan Garcia         | Mexique       | 442.86 |
| 5                  | Jeinkler Aguirre       | Jose Antonio Guerra | Cuba          | 434.49 |
| 6                  | Oleksandr Horshkovozov | Dmytro Mezhenskyi   | Ukraine       | 425.52 |
| 7                  | Francesco Dell'Uomo    | Maicol Verzotto     | Italie        | 386.25 |
| 8                  | Haram Woo              | Kim Yeongnam        | Corée du Sud  | 386.22 |
| 9                  | So Myong Hyok          | Kim Sun Bom         | Corée du Nord | 376.56 |
| 10                 | Stanley Toby           | David Bonuchi       | États-Unis    | 372.84 |
| 11                 | Vadim Kaptur           | Evgeny Karaliou     | Biélorussie   | 356.79 |
| 12                 | Juan Rios              | Victor Ortega       | Colombie      | 354.30 |

| Rang               | Plongeuses         | Plongeuses             | Nationalité   | Points |
| ------------------ | ------------------ | ---------------------- | ------------- | ------ |
| Médaille d'or      | Liu Huixia         | Chen Ruolin            | Chine         | 356.28 |
| Médaille d'argent  | Meaghan Benfeito   | Roseline Filion        | Canada        | 331.41 |
| Médaille de bronze | Leong Mun Yee      | Pandelela Rinong Pamg  | Malaisie      | 331.14 |
| 4                  | Emily Boyd         | Lara Tarvit            | Australie     | 309.78 |
| 5                  | Tonia Divan        | Sarah Barrow           | Royaume-Uni   | 309.72 |
| 6                  | Paola Espinosa     | Alejandra Orozco       | Mexique       | 306.39 |
| 7                  | Cheyenne Cousineau | Samantha Bromberg      | États-Unis    | 301.74 |
| 8                  | Yulia Timoshinina  | Ekaterina Petukhova    | Russie        | 298.32 |
| 9                  | Kum Hui Choe       | Jin Ok Kim             | Corée du Nord | 276.54 |
| 10                 | Zsofia Reisinger   | Gyongyver Villo Kormos | Hongrie       | 261.24 |
| 11                 | Cho Eunbi          | Kim Su-ji              | Corée du Sud  | 259.80 |
| 12                 | Maria Kurjo        | Julia Stolle           | Allemagne     | 253.08 |